# Леринский, Марко
Георги Иванов Гюров, известен также как Георги Геройский, Марко Леринский и Марко-воевода (20 июня 1862, Котел, Болгария, Османская империя — 13 июня 1902, Пателе, Македония) — болгарский революционер в Македонии, член ВМОРО. Был первым человеком, предложившим общее антиосманское восстание в Македонии и Фракии.

## Биография
Родился в Котеле в Османской Румелии (Северная Фракия), сегодня это город в Сливенской области Болгарии. В 1883 году он присоединился к вооруженным силам Княжества Болгарии. Он участвовал в сербско-болгарской войне 1885 года. За свою храбрость был награжден медалью и повышен в должности. Товарищи даже прозвали его Geroyski (Геройский) — «Героическим». В 1895 году он покинул болгарскую армию и присоединился к Верховному македонскому комитету и принял участие в организованной им в 1895 году акции против Османской империи, которая включила поджог Доспата. После провала акции вернулся в армию унтер-офицером.
В 1900 году он вступил в контакт с македонскими болгарскими революционерами Гоце Делчевым и Георге Петровым, которые завербовали его в ВМОРО. Они отправили его в качестве регионального лидера (воевода) в Леринскую область (сегодня Флорина, Греция), откуда происходит его прозвище. Другие воеводы ВМОРО из Княжества Болгарии, такие как Христо Чернопеев, также были завербованы в то время. Благодаря военной подготовке Леринского и его организаторским способностям его вооруженный отряд стал, по сути, школой для воевод и членов всего ВМОРО. По словам соратника ВМОРО и писателя Христо Сильянова, Марко Лерински превратил Лерин в «… образец во всех отношениях. Энтузиазм активистов, строгая организованность, дисциплинированная и, в полном смысле этого слова, пропагандистская и организационная отстраненность. Это все работа Марко из Котеля».
Он был первым, кто предложил совместное восстание Македонии и Южной Фракии (Вилайет Адрианополь), идея, которая будет реализована на практике в Илинденском восстание 1903 года. Однако он не дожил до того, чтобы стать свидетелем восстания. После того, османским властям стало известно местонахождение его отряда, он погиб в бою с османскими войсками близ Пателе (Айос Пантелеймонас, Флорина) 13 июня 1902 года и был похоронен в Аминдеоне.